# Leptodactylus dominicensis
Leptodactylus dominicensis (tên tiếng Anh: Hispaniolan Ditch Frog) là một loài ếch thuộc họ Leptodactylidae.
Đây là loài đặc hữu của Cộng hòa Dominica.
Môi trường sống tự nhiên của chúng là đầm nước, hồ nước ngọt có nước theo mùa, và đất nông nghiệp có lụt theo mùa.
Chúng hiện đang bị đe dọa vì mất môi trường sống.

## Hình ảnh

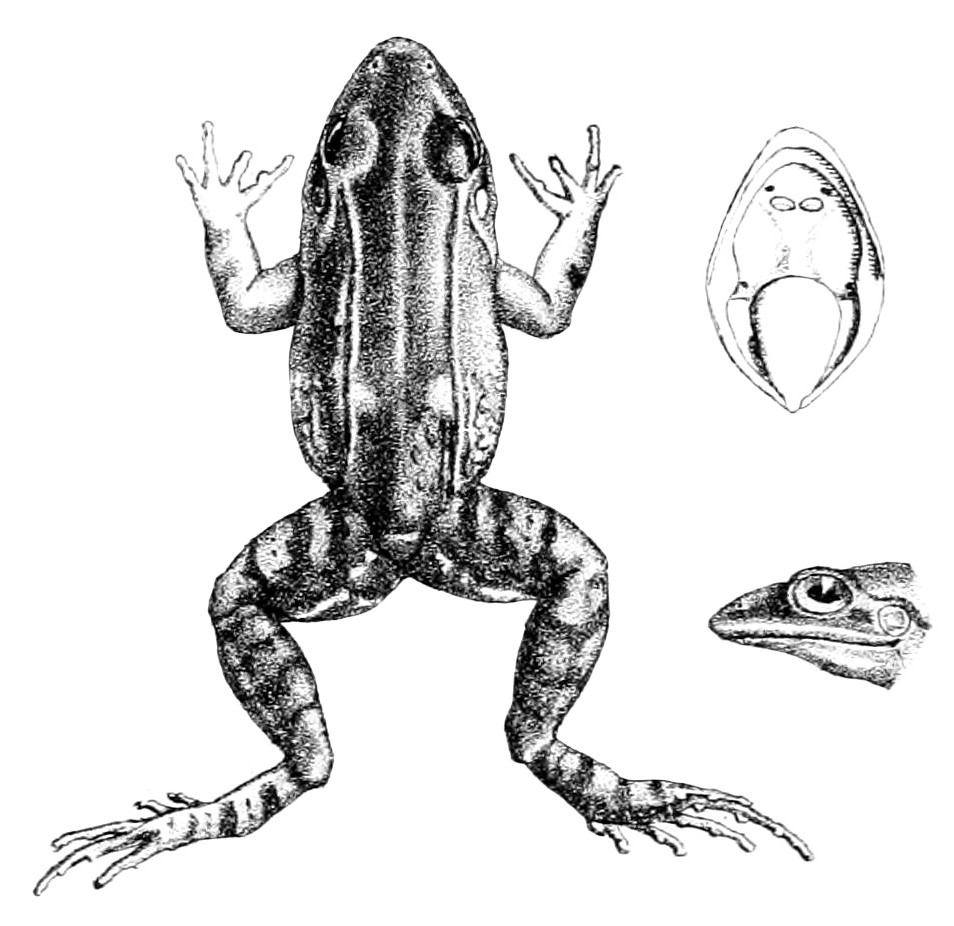
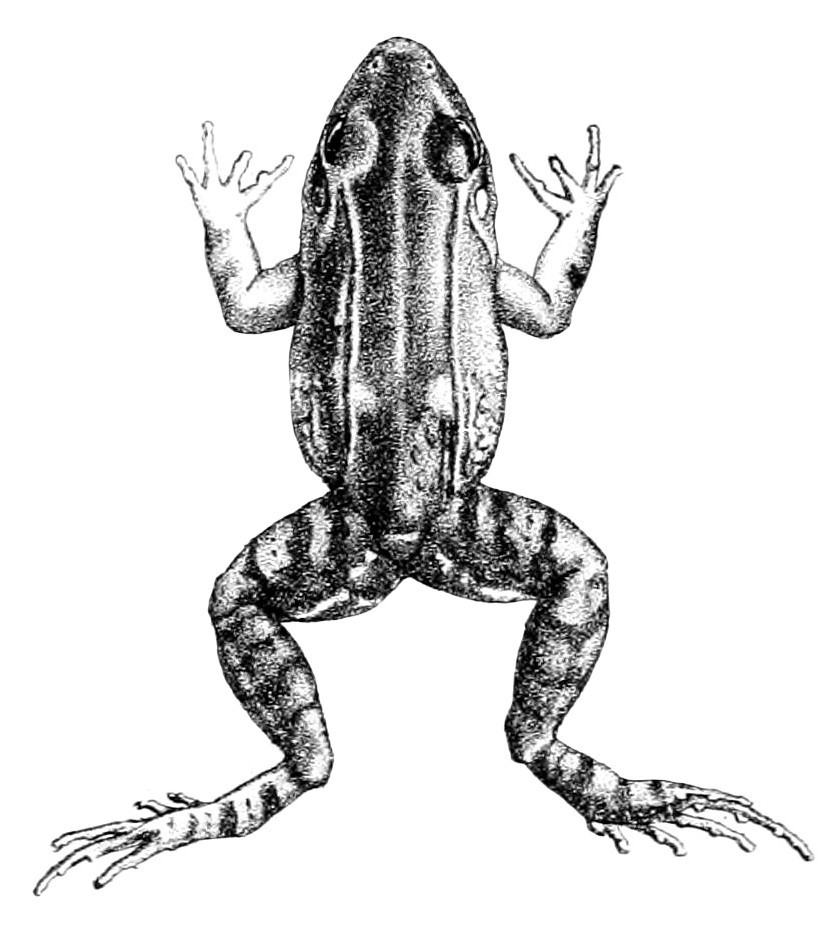